# Vlaho Fortunić
Vlaho Fortunić, hrvaški učitelj in novinar, * 5. junij 1863, Šipanska Luka, † 25. oktober 1937, Dubrovnik. 
Po končanem učiteljišču v Arbanasih pri Zadru je poučeval na šolah v Slanem (1884-1886), Stonu (1886-1906) ter do upokojitva leta 1925 v Dubrovniku, kjer je nato živel do smrti. Pisal je članke o zgodovini Dubrovnika, dubrovniških ljudskih običajih, ribičih, rastlinah in pedagogiki, ki jih je od leta 1890 do smrti objavljal v časopisih, revija in koledarih. 